# Herbert Marcuse
Herbert Marcuse (tyska: [maʁˈkuːzə]), född 19 juli 1898 i Berlin, död 29 juli 1979 i Starnberg, Bayern, var en tysk-amerikansk politisk filosof och sociolog. Han var aktiv inom Frankfurtskolan.

## Biografi
Marcuse var under en period lärjunge till filosofen Martin Heidegger. Efter nazisternas maktövertagande 1933 blev han tvungen att fly från Tyskland. Han blev då verksam i USA, där han skrev flera uppmärksammade böcker. År 1955 publicerade han Eros och civilisation, en civilisationskritisk studie som utgick från Sigmund Freuds psykoanalytiska teori. Han argumenterade i denna bok bland annat för sexuell frigörelse. Hans bok Den endimensionella människan (tyska Der eindimensionale Mensch) från 1964 anses ha spelat en stor roll, såväl i USA som i Europa, i det sena 1960-talets studentrevolter. Det framväxande västerländska masskonsumtionssamhället utövade en mjuk, föga synlig och manipulerande makt över människorna, menar Marcuse. Han argumenterar i denna skrift bland annat för att arbetarklassen förlorat sin samhällsförändrande, revolutionära roll i de moderna västerländska välfärdsstaterna.

## Filosofiska och politiska ståndpunkter
Marcuses marxistiska filosofi inspirerade många radikala intellektuella och politiska aktivister under 1960- och 1970-talet, både i USA och internationellt. Marcuse förespråkade forskaraktivism, att förena akademiskt arbete med revolutionär aktivism.

## Kritik
I essän Comprachicos från 1970, publicerad i boken Den nya vänstern: Den anti-industriella revolutionen utmålade Ayn Rand Herbert Marcuse som förnuftets och frihetens uttalade fiende, som en förespråkare för diktatur, för mystisk "insikt", för återgång till barbari, för världsomfattande slaveri, för den råa styrkans herravälde.